# FK Vlasenica
Fudbalski klub Vlasenica (FK Vlasenica; Vlasenica, srpski Фудбалски клуб Власеница) je nogometni klub iz Vlasenice, Republika Srpska, Bosna i Hercegovina. 
 
U sezoni 2018./19. klub se natječe u Regionalnoj ligi RS – Istok, ligi četvrtog stupnja nogometnog prvenstva Bosne i Hercegovine.

## O klubu
Klub se osniva po završetku Drugog svjetskog rata 1945. godine pod nazivom "Birač" i pod tim imenom djeluje do 1958. godine. 1955. godine ostvaruje plasman u Tuzlansku podsaveznu ligu. 
Od 1958. do 1968. godine klub djeluje pod imenom "Turbina". 
1968. godine dolazi do promjene imena u "Boksit". 1970.-ih klub doživljava najveće uspjehe. U sezoni 1975./76. "Boksit" osvaja Bosansko-sjeveroistočnu zonsku ligu i sudjeluje u kvalifikacijama za Jedinstvenu republičku ligu BiH. Do početka rata u BiH "Boksit" uglavnom nastupa u Međuopćinskoj ligi Tuzla. 
 
1994. godine dolazi do promjene imena kluba u "Vlasenica". Klub nakon rata, u sezoni 1995./96. počinje s natupanjem u Trećoj ligi Semberije, Majevice i Birača, te je otad uglavnom član skupina Druge lige Republike Srpske te Treće lige Republike Srpske (Regionalne lige RS). 
 
U sezonama 2014./15. i 2015./16. klub je bio član Prve lige Republike Srpske. 
  
Klupska boja je plava

## Uspjesi

### nakon 1991.
- Druga liga Republike Srpske 
  - prvk: 2013./14. (Istok)
  - doprvak: 2002./03. (Jug), 2003./04. (Jug)
- Treća liga RS – Majevica, Semberija i Birač 
  - prvak: 1999./2000.

### do 1991.
- Bosanska sjevernoistočna zona
  - prvak: 1975./76.
- Područna liga Tuzla 
  - prvak: 1973./74.

## Unutrašnje poveznice
- Vlasenica

## Vanjske poveznice
- FK Vlasenica, facebook stranica
- Vlasenica, sportdc.net
- Vlasenica, srbijasport.net
- FK Vlasenica, sportsport.ba
- FK Vlasenica, soccerway.com
- FK Vlasenica - Team Info, globalsportsarchive.com
- FK Vlasenica, transfermarkt.com